# Panayotis Samilidis
Panayotis Samilidis –en griego, Παναγιώτης Σαμιλίδης– (Jolargós, 9 de agosto de 1993) es un deportista griego que compitió en natación, especialista en el estilo braza.
Ganó dos medallas de bronce en el Campeonato Europeo de Natación de 2012, en las pruebas de 50 m braza y 200 m braza.

## Palmarés internacional
| Campeonato Europeo | Campeonato Europeo | Campeonato Europeo | Campeonato Europeo |
| Año                | Lugar              | Medalla            | Prueba             |
| ------------------ | ------------------ | ------------------ | ------------------ |
| 2012               | Debrecen (Hungría) | Medalla de bronce  | 50 m braza         |
| 2012               | Debrecen (Hungría) | Medalla de bronce  | 200 m braza        |